# 鳄鱼铁路信号系统
鳄鱼铁路信号系统（法語：Crocodile）是法国、比利时、卢森堡、荷兰所使用的一种铁路信号系统，因其所使用的应答器像鳄鱼而得名。“鳄鱼铁路信号系统”通过安装在两条铁轨之间的鳄鱼形应答器和列车底盘下方的电刷传递信号。“鳄鱼铁路信号系统”主要功能在于警示司机，而不是为了自动控制列车。

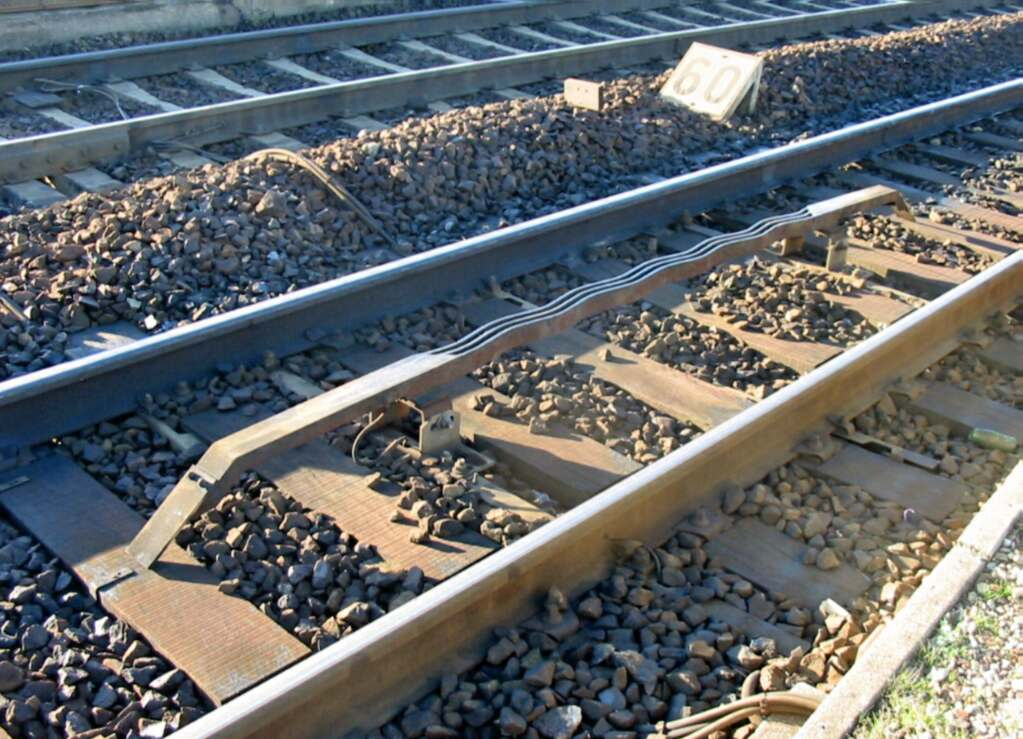
安装在两条铁轨之间的鳄鱼形应答器
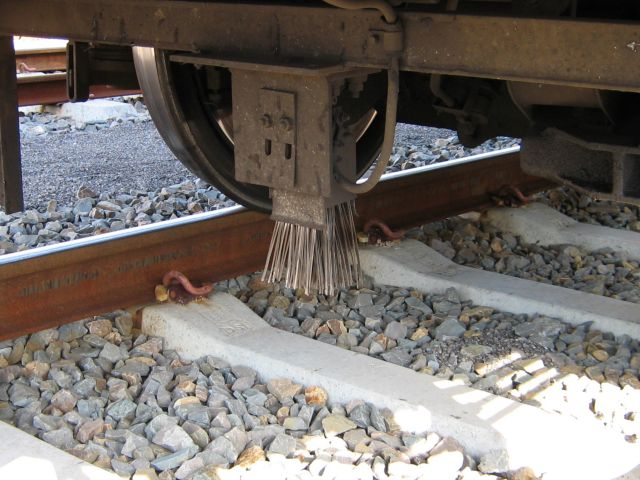
列车底盘下方的电刷

## 历史
“鳄鱼铁路信号系统”最初由法国北方铁路公司于1872年开发。1900年后开始在法国普及。比利时、卢森堡亦于1900年后引进。

在比利时，自2016年12月起，“鳄鱼铁路信号系统”不能单独使用，必须和更现代的“比利时列车信号系统第1+版”和“欧洲列车控制系统”一起使用。

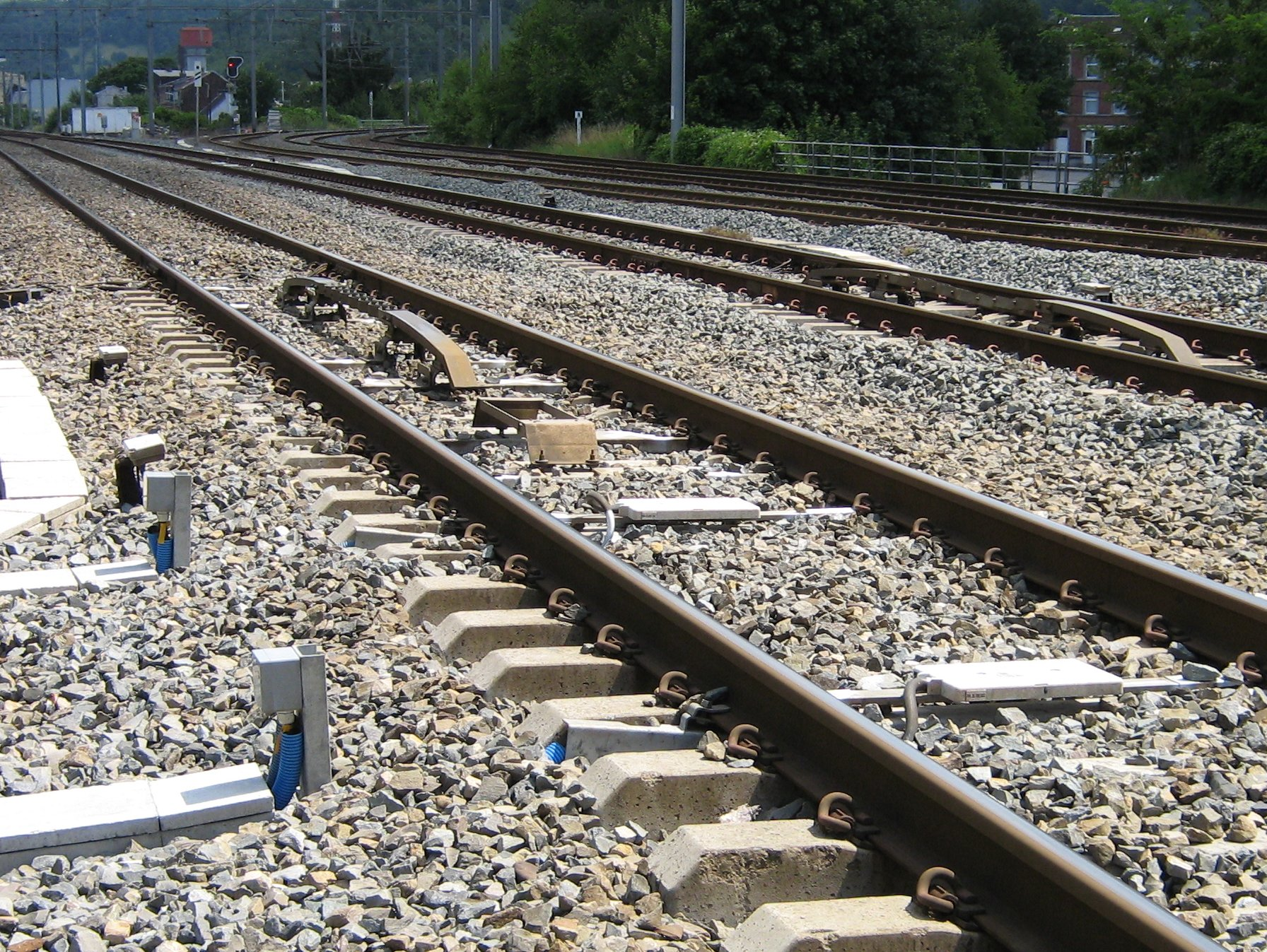
鳄鱼铁路信号系统、欧洲列车控制系统、比利时列车信号系统第1+版（荷兰语：TBL 1+）三种铁路信号系统应答器的同框照片。2008年7月拍摄于比利时昂格勒尔。该段铁路同时兼容上述三种铁路信号系统。

## 信号的种类
“鳄鱼铁路信号系统”可向司机传递两种信号——“停止”和“行进”。

### 停止
通过安装在两条铁轨之间的鳄鱼形应答器以+20V的电压传递电信号“停止”，使列车驾驶室内的警示喇叭鸣响。除非司机在5秒内按下应答按钮，否则列车将自动紧急制动。

### 行进
通过安装在两条铁轨之间的鳄鱼形应答器以-20V的电压传递电信号“行进”，在列车驾驶室内也有声音提示。